# Jens Jørgen Thorsen
Pour les articles homonymes, voir Thorsen.
Jens Jørgen Thorsen est un artiste polyvalent, à la fois peintre, musicien, réalisateur, scénariste, acteur, producteur et monteur danois né le 2 février 1932 au Danemark, décédé le 15 novembre 2000 à Waaxtorp (Suède).

## Biographie
Vers 1960, étudiant à l'Académie royale des beaux-arts du Danemark, Jens Jørgen Thorsen débute comme journaliste pour des tabloïds danois où il livre des dessins alimentaires. Puis il se rapproche de Jørgen Nash et participe à la Section danoise de l'Internationale situationniste sans en faire partie. En 1972, Jens Jørgen Thorsen est proche de J. V. Martin ; il publie avec ce dernier dans Antinational Situationist (Londres, 1974).

## Filmographie

### Comme réalisateur
- 1960 : Fotorama
- 1963 : Stopforbud
- 1963 : Flash, Splash, Plash
- 1964 : The Situationist Life
- 1964 : Do You Want Success?
- 1965 : Frelse for dig og mig
- 1965 : Pornoshop[2]
- 1966 : Herning 1965
- 1967 : Et År med Henry avec Henry Heerup
- 1970 : Jours tranquilles à Clichy (Stille dage i Clichy)
- 1975 : Rêves humides (Wet Dreams), avec Nicholas Ray
- 1988 : Lys
- 1992 : Jesus vender tilbage

### Comme scénariste
- 1963 : Stopforbud
- 1966 : Herning 1965
- 1967 : Et År med Henry
- 1970 : Jours tranquilles à Clichy (Stille dage i Clichy)
- 1992 : Jesus vender tilbage

### Comme acteur
- 1970 : Jours tranquilles à Clichy (Stille dage i Clichy)
- 1971 : Guld til præriens skrappe drenge : Cowboy
- 1986 : Gauguin, le loup dans le soleil (Oviri)
- 1989 : Retfærdighedens rytter

### Comme producteur
- 1963 : Stopforbud
- 1992 : Jesus vender tilbage

### Comme monteur
- 1963 : Stopforbud
- 1966 : Herning 1965